# سي إف مونانا
نادي سي إف مونانا(بالإنجليزية: CF Mounana)‏ هو نادي كرة قدم من الجابون تأسس عام 2006 في مدينة مونانا.